# Kodak Kodachrome

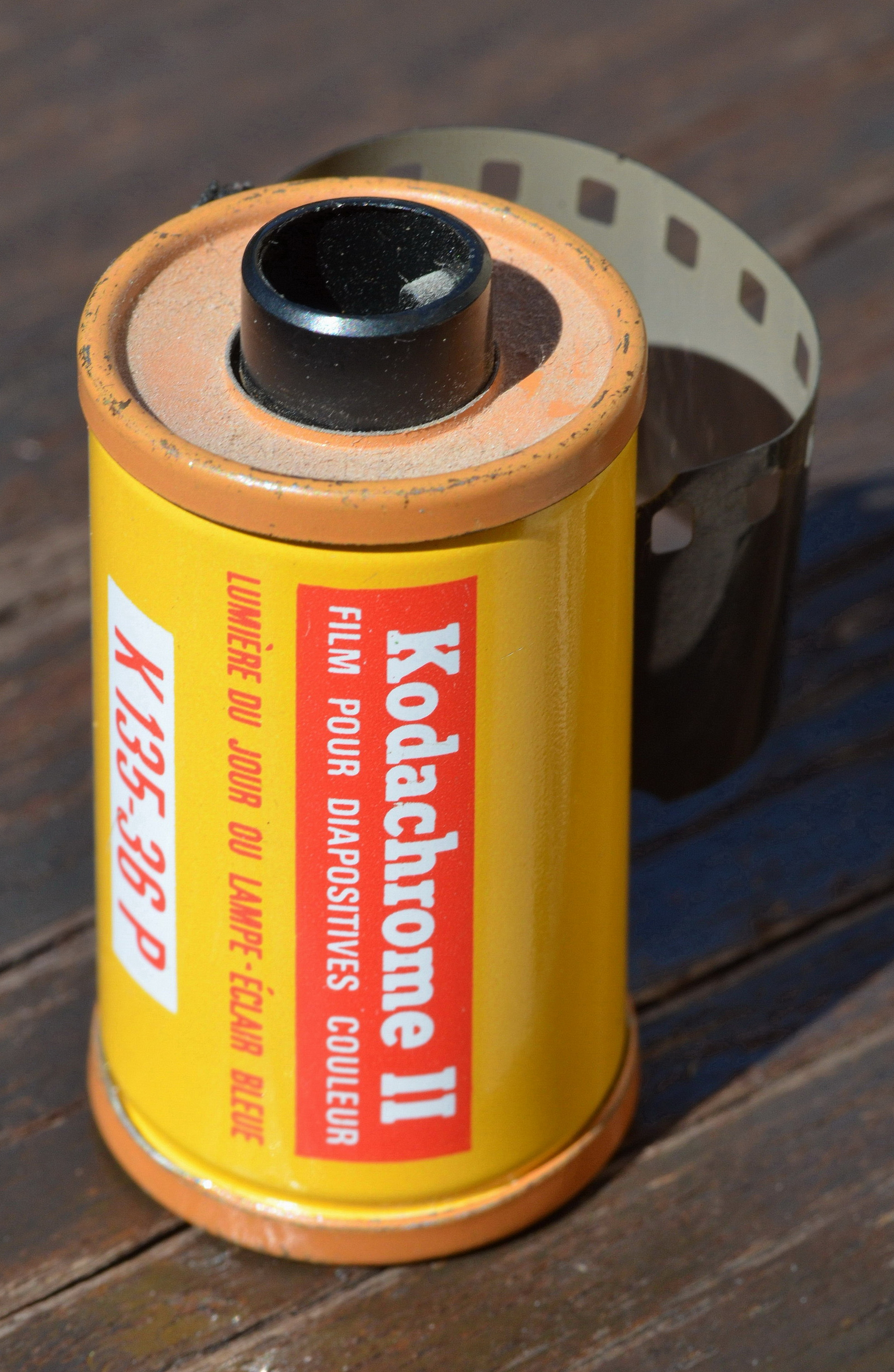
Kodachrome II für Farbdias, in Kleinbild-Filmpatrone; produziert von 1961 bis 1974

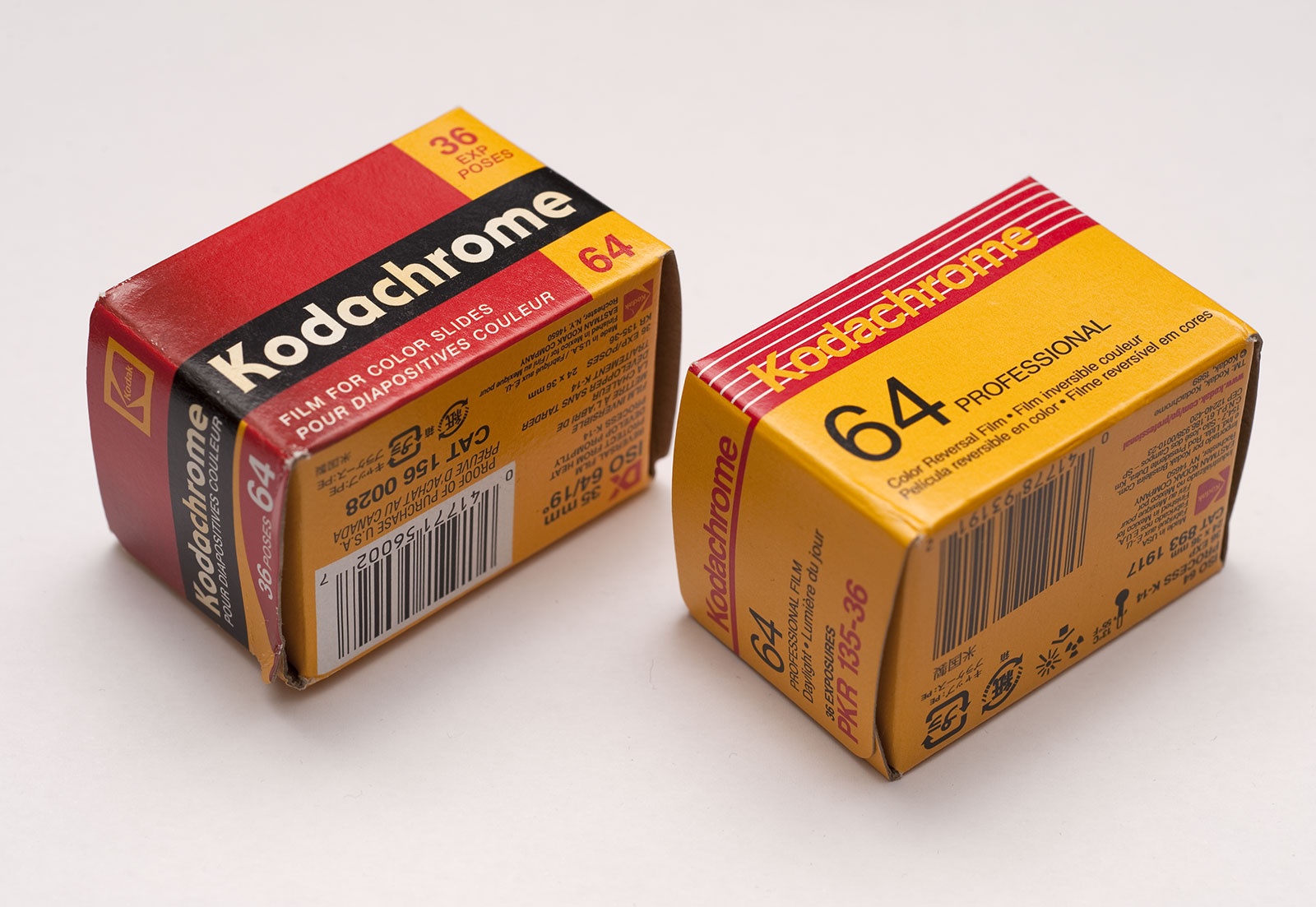
Kodachrome 64 für Farbdias, Verpackungen aus verschiedenen Epochen

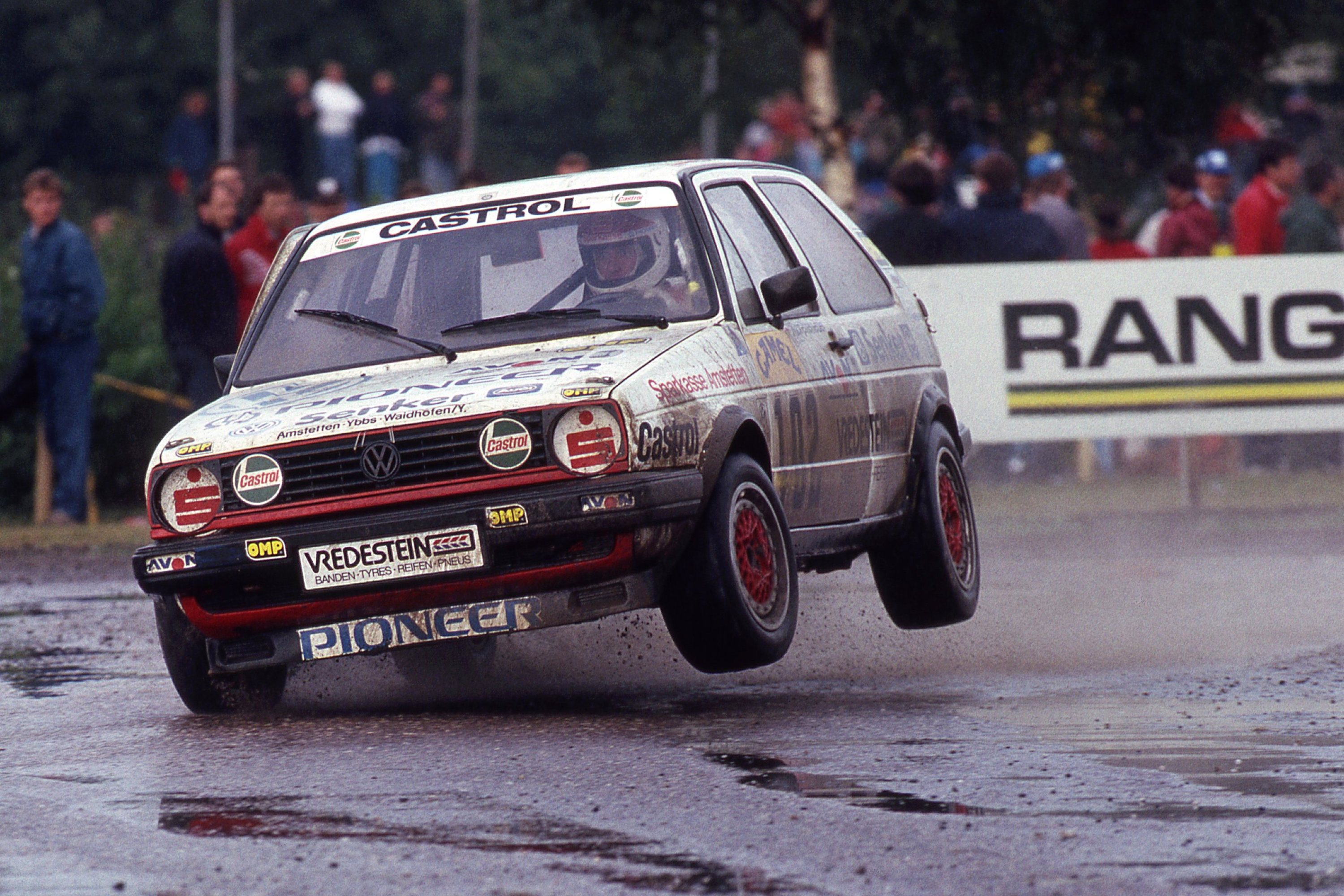
Scan eines Kodachrome-200-Dias von 1988; hohe Schärfe bei grobem Filmkorn

Kodachrome ist der Markenname für einen von 1935 bis 2009 produzierten Umkehr- bzw. Diafilm des Unternehmens Kodak. Er wurde unter anderem im Entwicklungsprozess K-14 verarbeitet und unterschied sich deutlich von allen anderen Farbfilmen. Vorläufer war ein von 1916 bis 1930 produzierter Zweifarbenfilm unter dem gleichen Namen.

## Beschreibung
Kodachrome war der erste kommerziell erfolgreiche Dreifarbenfilm mit natürlicher Farbwiedergabe. Seit seinem Erscheinen im Jahr 1935 bis in die 1990er Jahre war er das bevorzugte Diafilmmaterial vieler Berufsfotografen und anspruchsvoller Fotoamateure. Kodachrome wies eine hohe Schärfe, Feinkörnigkeit sowie lebendige Farben auf und ist in Archiven äußerst gut haltbar. Diese Eigenschaften wurden von anderen Filmen über 50 Jahre lang nicht erreicht, weshalb der Kodachrome einen bedeutenden Einfluss auf die Entwicklung der Farbfotografie ausübte. Erst in den 1990er-Jahren erreichten andere Filme annähernd das Kodachrome-Niveau, für weitere Einbußen sorgte die aufkommende Digitalfotografie. Kodak stellte die Produktion 2009 ein.

## Geschichte und Entwicklung

### Vorgänger Zweifarbenfilm
Der technisch wie qualitativ nicht vergleichbare Vorgänger, der Kodachrome-Zweifarbenfilm, wurde zwischen 1916 und 1930 produziert und als Kinofilm genutzt. Die Aufnahmen wurden mit einer Spezialkamera mit Zwillingsobjektiv aufgenommen und dann auf Diapositiv-Film kopiert.

### Das klassische Kodachrome

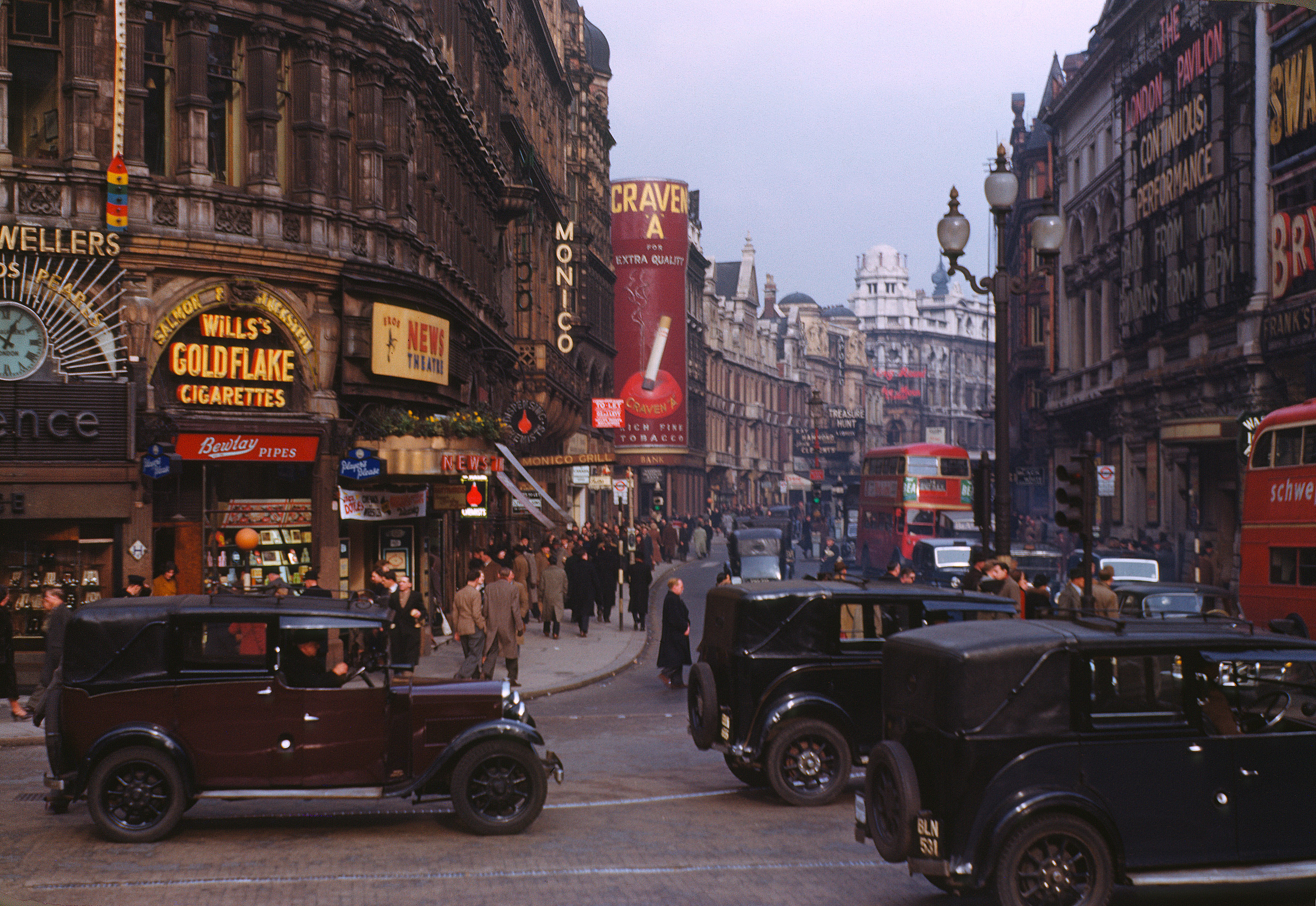
Kodachrome-Foto des Piccadilly Circus von Shaftesbury Avenue (1949)

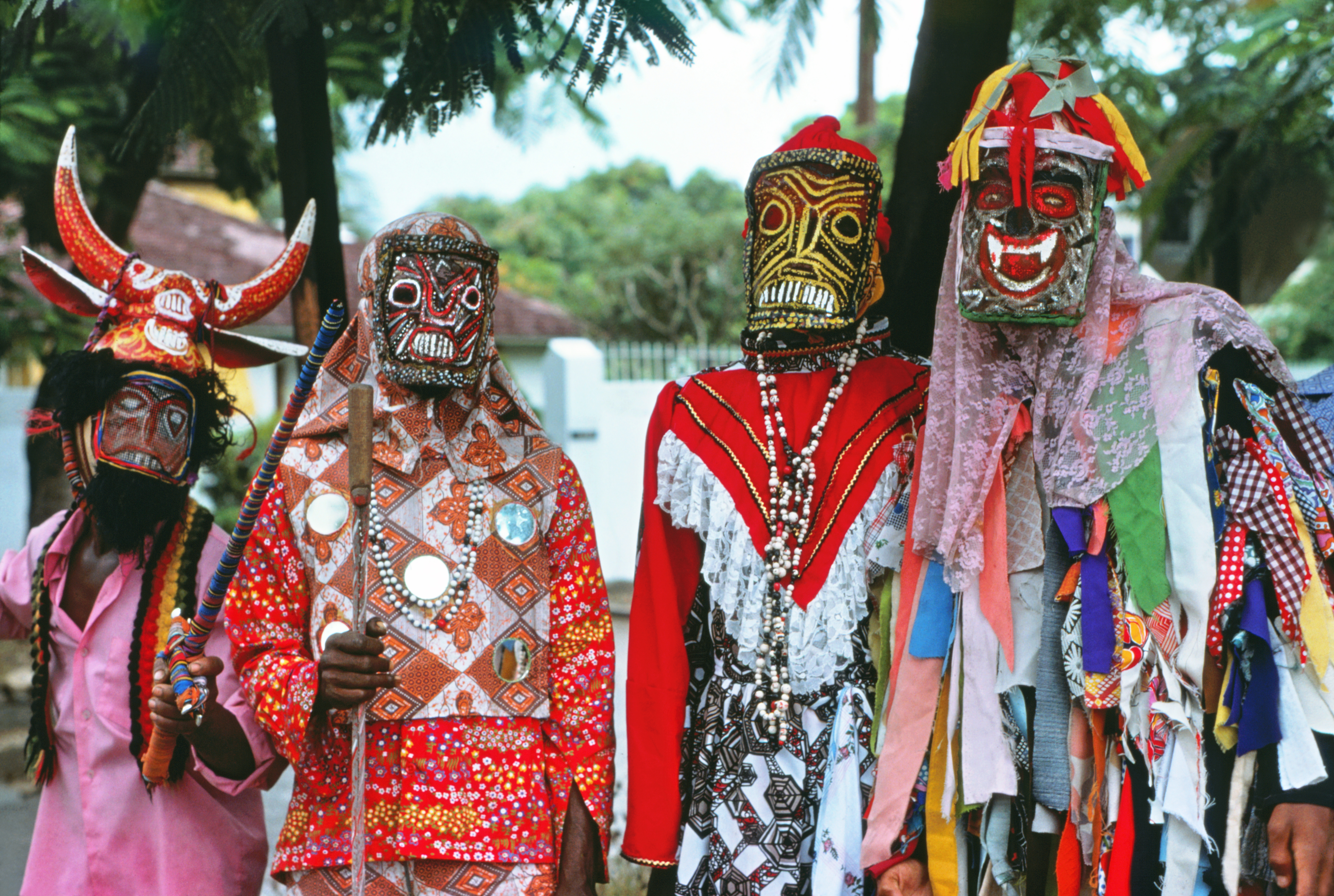
Tänzer auf der Junkanoo Parade in Kingston (Jamaika), 1975

Das dem klassischen Kodachrome-Dreifarbenfilm zugrundeliegende Verfahren wurde von 1920 bis 1935 von den zwei Musikern und begeisterten Hobbyfotografen Leopold Godowsky Jr. (Sohn des bekannten Pianisten Leopold Godowsky) und Leopold Mannes im Auftrag Kodaks entwickelt. Diese erste Kodachrome-Emulsion wies eine Filmempfindlichkeit von 10 ASA auf. Es heißt, Godowsky und Mannes hätten bei ihren zu Kodachrome führenden Versuchsreihen in der eigenen Küche mangels korrekt genug laufender Uhren die exakte Entwicklungszeit stets durch das gemeinsame Pfeifen einer Beethovensymphonie bestimmt. Man spricht aufgrund der Namen der beiden Erfinder im Englischen auch scherzhaft davon, Kodachrome sei gemeinsam von God and Man („Gott und dem Menschen“) erschaffen worden.
Der Kodachrome-Umkehrfilm wurde erstmals im April 1935 als 16-mm-Schmalfilm vorgestellt; es handelte sich dabei um den ersten nach einem chromogenen Verfahren arbeitenden Farbfilm überhaupt.
Ab 1936 war auch 35-mm-Material verfügbar. Der Preis des Materials war damals (wobei die Entwicklungskosten enthalten waren) deutlich höher als für Schwarzweißmaterial. Eine Anzeige von 1936 nennt einen Preis von 6,98 US-Dollar für die 100-Fuß-Rolle. Inflationsbereinigt würde das 107 US-Dollar im Jahr 2010 entsprechen.

### Das Ende von Produktion und Entwicklung
Die Produktion des einst sehr beliebten Super-8-Schmalfilms Kodachrome K40 wurde bereits 2004 eingestellt. Am 22. Juni 2009 gab Kodak bekannt, auch die Herstellung des letzten verbliebenen Diafilms Kodachrome 64 nach 74 Jahren einzustellen. Der Grund dafür sei, dass dieser Film nur noch 1 % des Umsatzes an Produkten für die chemische Fotografie ausmache – die wiederum nur ein kleiner Geschäftsbereich von Kodak sei. Die letzte Rolle Kodachrome, die vom Band lief, fotografierte der Fotograf Steve McCurry – der Fotograf, der mit dem auf Kodachrome aufgenommenen Porträt „Afghan Girl“ weltberühmt geworden war.
Die Kodachrome-Entwicklung in Renens bei Lausanne in der Schweiz endete am 25. September 2006. Seitdem wurden alle weltweit verkauften Kodachrome-Filme zur Entwicklung an das letzte verbliebene Privatlabor Dwayne’s Photo in Parsons im US-Bundesstaat Kansas geschickt.
Kodak Stuttgart hatte im Dezember 2009 mitgeteilt, die Entwicklung der letzten Kodachrome-Filme durch Einsendung nach Stuttgart sei noch bis 23. November 2010 möglich. Filme, die nach Lausanne/Schweiz eingesendet wurden, konnten noch bis 30. November 2010 akzeptiert werden.
Dwayne’s Photo nahm die letzten Rollen Kodachrome am Mittag des 30. Dezember 2010 zur Entwicklung an. Diese Filme wurden noch am selben Tag von Dwayne’s-Mitarbeitern entwickelt; die absolut letzte entwickelte Rolle stammte vom Inhaber des Labors, Dwayne Steinle. Die Maschinen waren danach zur Verschrottung vorgesehen.
Belichtetes aber unentwickeltes Material kann prinzipiell auch nach Einstellung der Kodachrome-Entwicklung zu einem Schwarzweiß-Negativ entwickelt werden.

## Eigenschaften

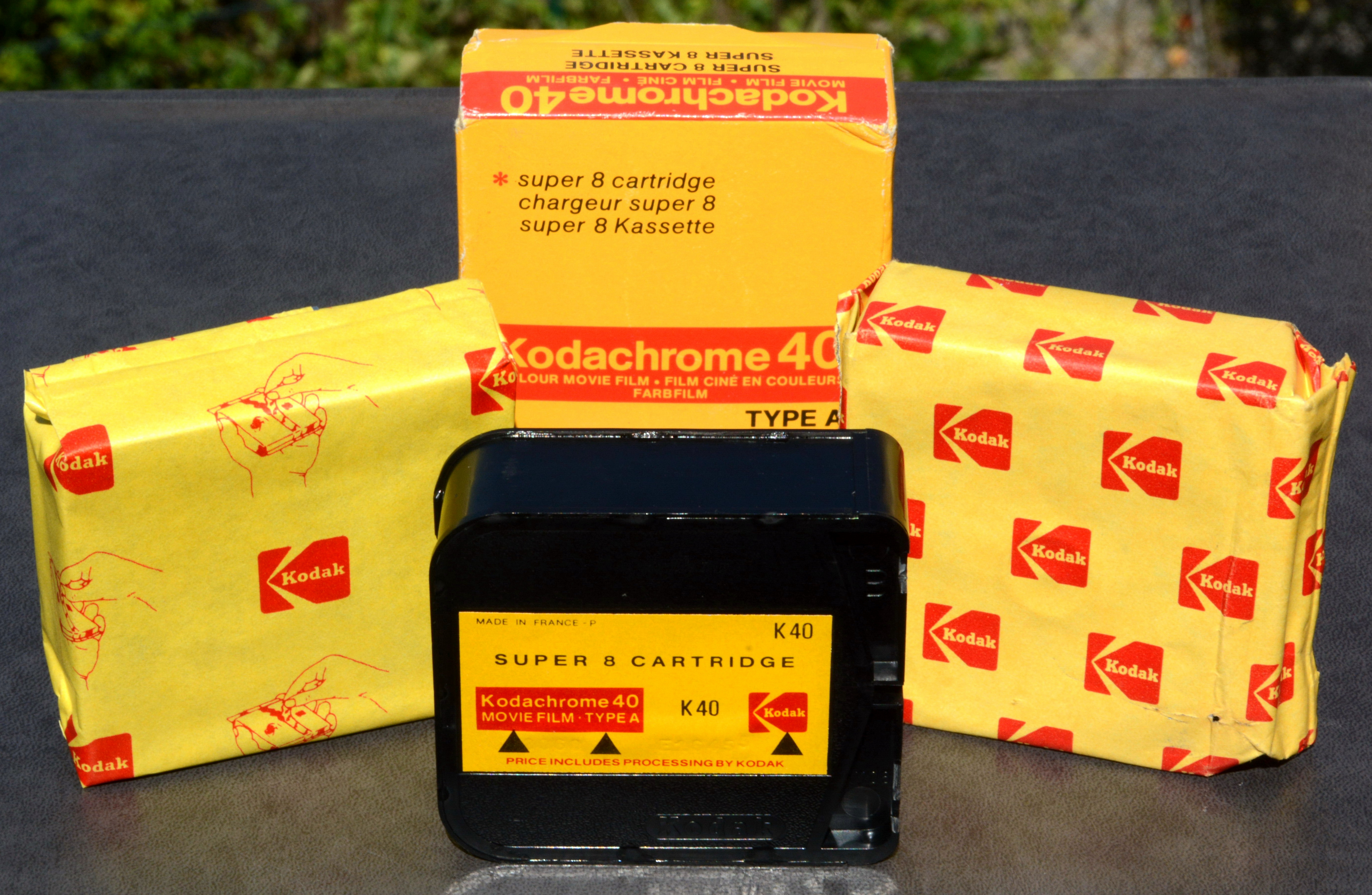
Kodachrome 40 (Super-8-Film) im typisch rot-gelben Design: Plastik-Filmkassette (Bildmitte), die in die Kamera eingelegt wird, dahinter bzw. daneben äußere und innere Originalverpackung

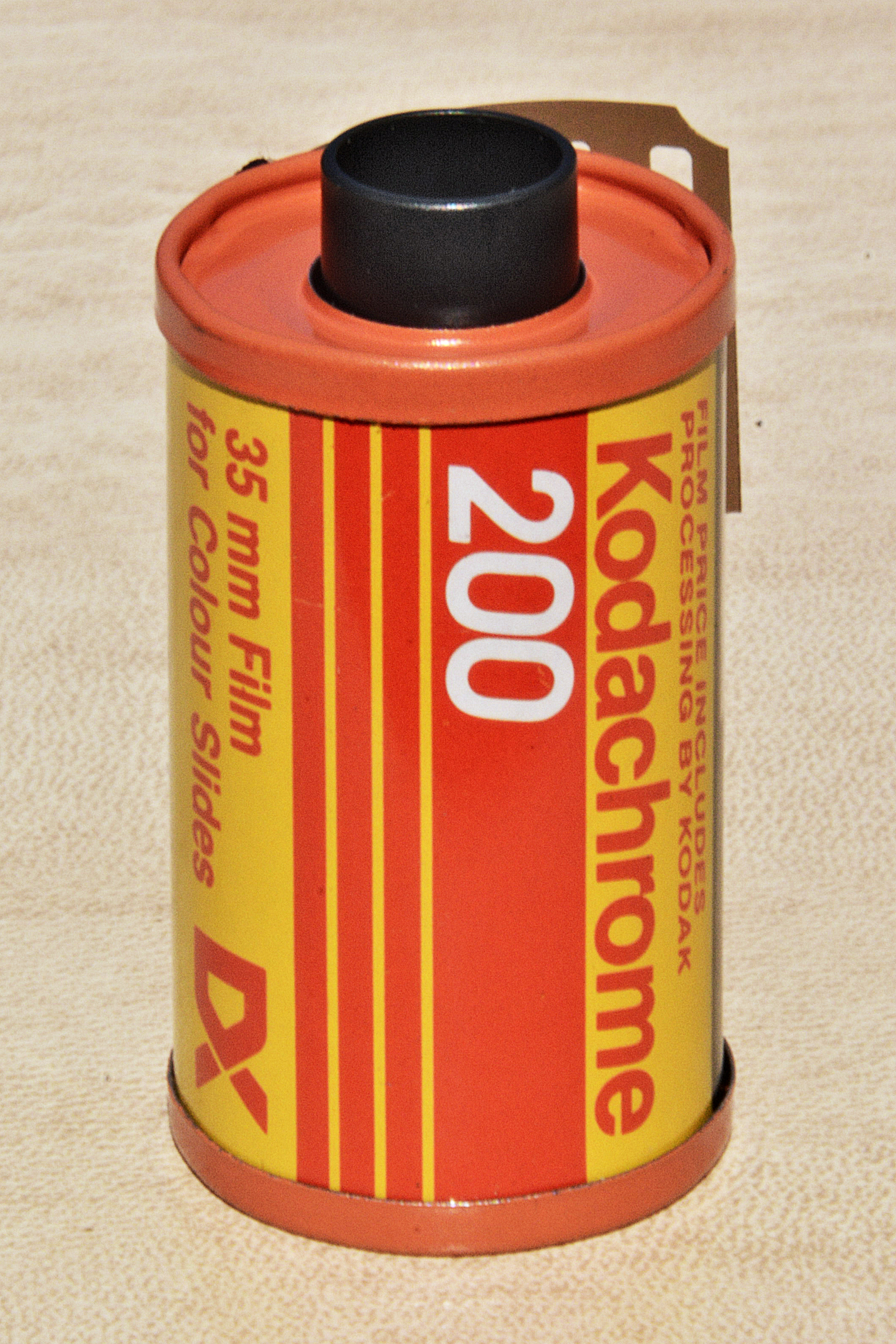
Kodachrome 200 für Farbdias, in Kleinbild-Filmpatrone; produziert von 1988 bis 2007

Der Schichtträger der Kodachrome-Farbumkehrfilme besteht aus 0,135 mm dickem Celluloseacetat.
Die aufeinander abgestimmte und heute nur noch in Restbeständen verfügbare Filmreihe bestand überwiegend aus dem K25, K64 und dem K200 mit den Filmempfindlichkeiten von 25, 64 und 200 ASA; für Super 8 und 16 mm besaß darüber hinaus der ebenfalls nicht mehr hergestellte K40 eine besondere Bedeutung.
Der Kodachrome 25 besitzt eine Körnigkeit von 8 RMS, gemessen mit einem Mikro-Densitometer bei einer Messblendenöffnung von 48 µm und 12-facher Vergrößerung. Das Auflösungsvermögen liegt bei einem Testobjektkontrast von 1,6:1 bei 63 Linien/mm sowie bei einem Testobjektkontrast von 1000:1 bei 100 Linien/mm (Herstellerangaben von 1998).
Der Kodachrome 64 besitzt eine Körnigkeit von 10 RMS, gemessen mit einem Mikro-Densitometer bei einer Messblendenöffnung von 48 µm und 12-facher Vergrößerung. Das Auflösungsvermögen liegt bei einem Testobjektkontrast von 1,6:1 bei 63 Linien/mm bzw. bei einem Testobjektkontrast 1000:1 bei 100 Linien/mm (Herstellerangaben von 2002).
Der Kodachrome 200 besitzt eine Körnigkeit von 16 RMS, gemessen mit einem Mikro-Densitometer bei einer Messblendenöffnung von 48 µm und 12-facher Vergrößerung. Das Auflösungsvermögen liegt bei einem Testobjektkontrast von 1,6:1 bei 50 Linien/mm sowie bei einem Testobjektkontrast von 1000:1 bei 100 Linien/mm (Herstellerangaben von 2002).

## Funktionsweise
Der Kodachrome ist eigentlich ein dreischichtiger Schwarz-Weiß-Film. Die Schichten sind durch Farbfilter voneinander getrennt und zeichnen so die Intensität der drei additiven Grundfarben auf. Anders als bei „normalen“ Diafilmen, die in der Regel nach dem E-6-Prozess verarbeitet werden, fehlen dem Kodachrome aber die Farbkuppler zur Farbwiedergabe; diese sind erst im Entwickler enthalten. Daher ist der Kodachrome unempfindlicher gegenüber falscher Lagerung (bzgl. Dauer, Temperatur, Feuchtigkeit) als andere Farbfilme. Es soll schon originalverpackte Kodachrome-Filme gegeben haben, die (ohne tiefgekühlte Lagerung) mehr als 15 Jahre über das angegebene Haltbarkeitsdatum hinaus aufbewahrt wurden und dann nach Belichtung und Entwicklung trotzdem noch mittelmäßige Ergebnisse zeigten. In einem anderen Fall lagen zwischen Belichtung und Entwicklung mehr als 19 Jahre und die Dias waren noch brauchbar. Weil die Farbe erst während der Entwicklung entsteht, zählt der Kodachrome zu den chromogenen Filmen.
Das Fehlen der in die Emulsion eingebetteten Farbkuppler, die bei den E-6-Filmen diffusionsecht mit langen Molekülketten ausgeführt sein müssen, erklärt die höhere Schärfeleistung gegenüber diesen. Der Film ist daher für Großvergrößerungen optimal geeignet.
Die Entwicklung im K14-Prozess war allerdings auch sehr aufwändig, benötigte vor allem wesentlich mehr Bäder als der E-6-Prozess. Sie wurde nur von Kodak selbst durchgeführt und war daher zumindest in Europa bereits im Filmpreis enthalten.
Kodachrome-Diafilme hatten immer nur Bedeutung im professionellen bzw. semiprofessionellen Bereich. Diafilme auf der Basis des wesentlich einfacher zu handhabenden E-6-Entwicklungsprinzips waren auch vor dem Ende der K-14-Entwicklung längst marktbeherrschend.

## Vor- und Nachteile

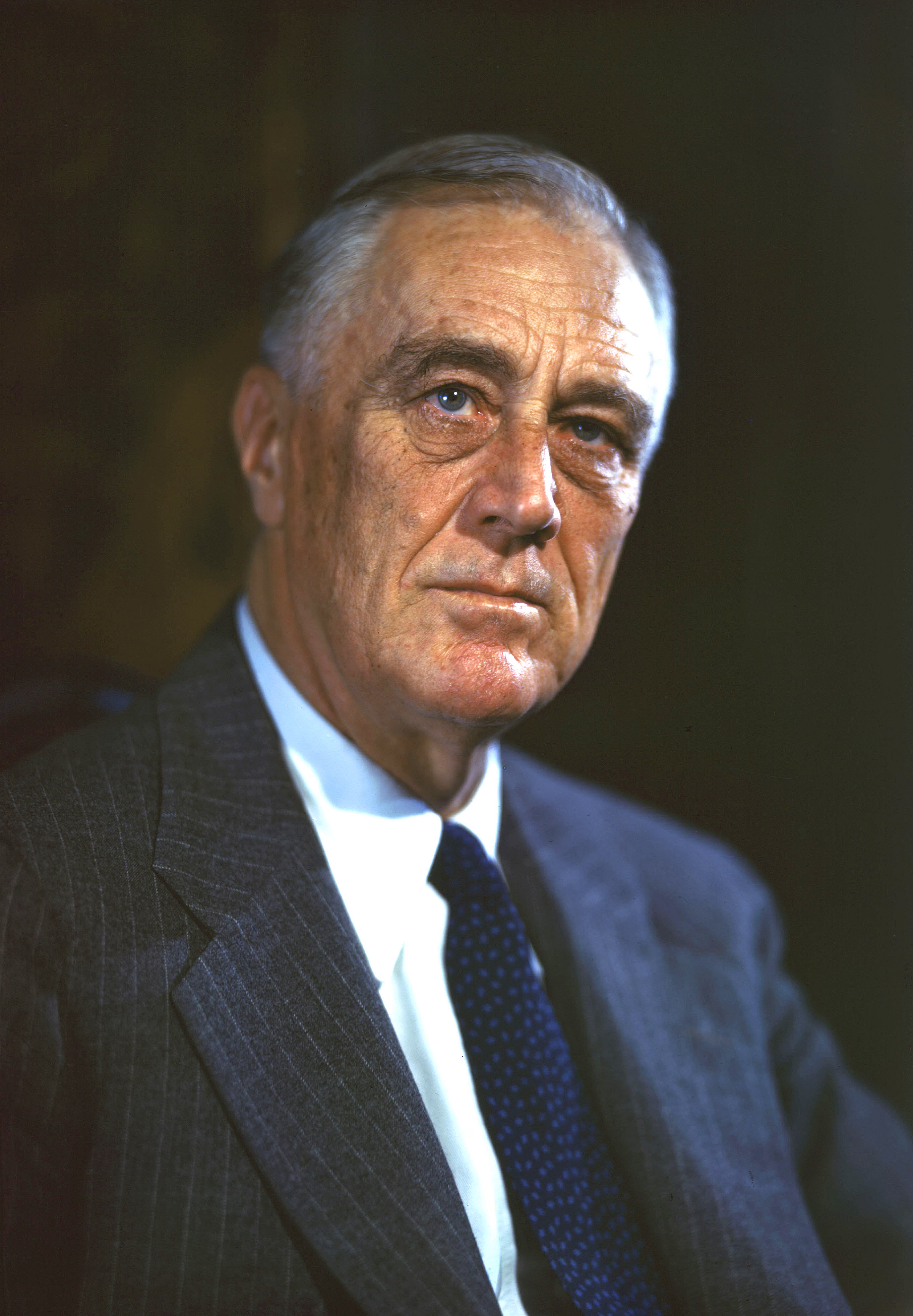
US-Präsident Roosevelt 1944 mit Kodachrome fotografiert

Die Kodachrome-Filme zeichnen sich allgemein durch ihre sehr hohe Schärfe, ihre äußerst natürliche und nuancenreiche Farbwiedergabe – vor allem von Hauttönen – und die hohe Farbbeständigkeit aus. Letztere Eigenschaft machte ihn lange Zeit zum bevorzugten Film für Anwendungen in Archiven (Museen, Kunstarchive).

„Wenn man gutes Licht und eine einigermaßen kurze Verschlusszeit hat, wird es ein brillantes Farbfoto werden. Er hatte ein großartiges Farbspektrum. Es war nicht zu grell. Manche Filme wirken als wäre man auf Drogen oder so. Velvia machte alles so übersättigt und übertrieben, zu üppig. Kodachrome hatte mehr Poesie, eine Zartheit und Eleganz. Mit digitaler Fotografie gewinnt man viele Vorteile, [aber] man braucht eine Nachbearbeitung. [Mit Kodachrome] bekommt man auf Anhieb brillante Bilder.“

Kodachrome ist das einzige Diamaterial, das in den dunklen Partien rotstichig wird, während andere Diafilme blaustichig werden. Dies verleiht Kodachrome-Dias einen wärmeren Bildeindruck. Die stärkere Betonung von Grüntönen führt zudem zu einem subjektiv verbesserten Bildeindruck von Landschaften, da Menschen Grün stark wahrnehmen.
Tests haben gezeigt, dass die hohe Haltbarkeit der Kodachrome-Farbstoffe nur für den Fall der Aufbewahrung im Dunkeln gilt, hier ist Kodachrome allen anderen Diafilmen für die bildmäßige Fotografie, die sämtlich nach dem E-6-Verfahren arbeiten, überlegen. Anders verhält es sich mit der Stabilität der Farbstoffe bei der Projektion: Der enorme Lichtdurchsatz während der Projektion führte bei Tests schon nach einer Stunde zu einem merklichen Ausbleichen (Dichteverlust von 0,1) von Kodachrome-Dias, E-6-Diamaterialien (z. B. Kodak Ektachrome, Agfachrome, Fujichrome) zeigten sich hier stabiler. Kodachrome-Dias sollten deshalb unbedingt in vollkommener Dunkelheit aufbewahrt und nach dem Grundsatz „so selten wie möglich, so oft wie nötig“ per Projektor vorgeführt werden.

## Digitalisierung (Scannen)

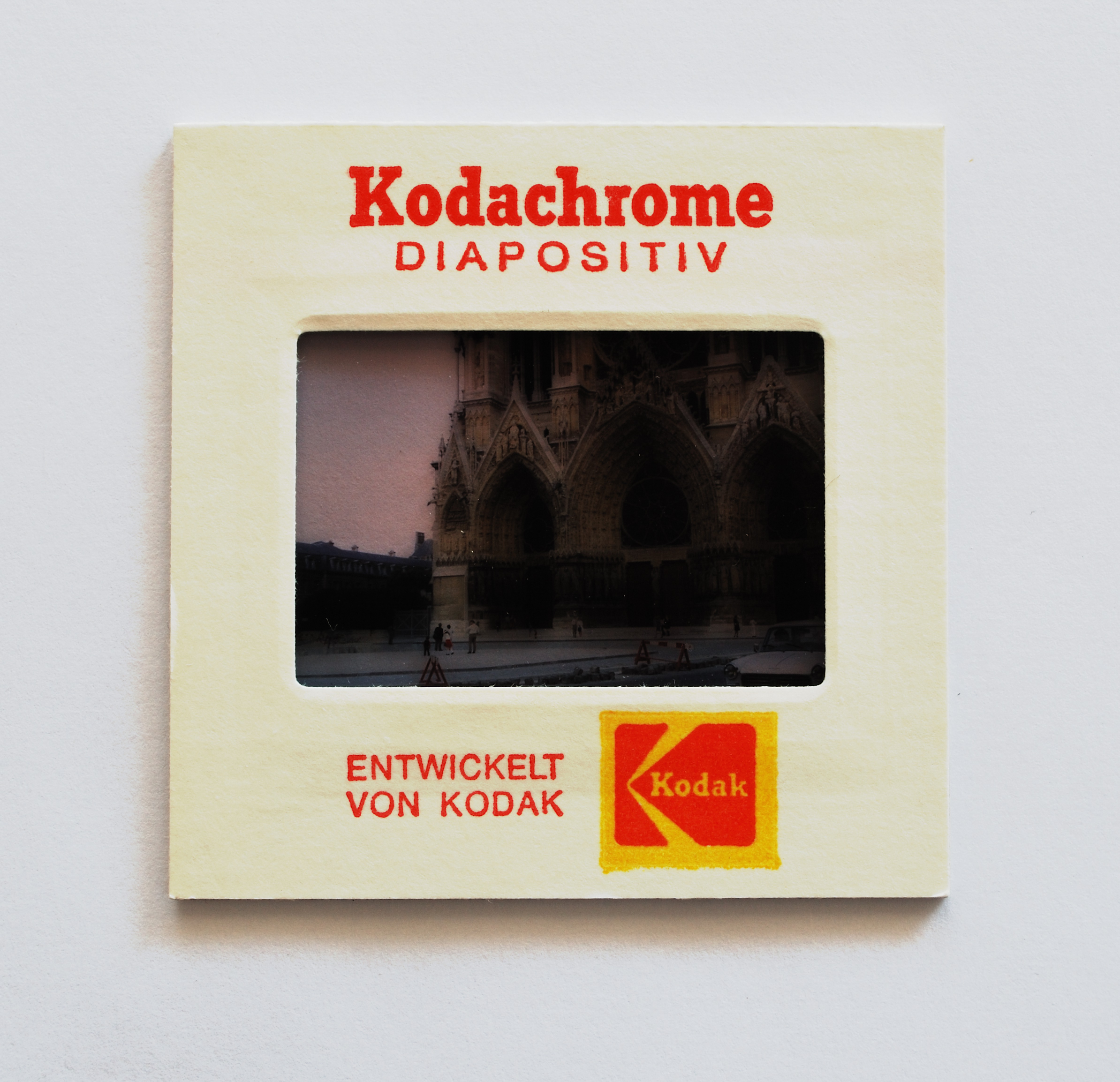
Gerahmtes Kodachrome-Dia im Papprahmen

Ein gerahmtes Kodachrome-Dia lässt sich wie jedes andere Dia in einen Dia-Scanner einlegen. Das Ergebnis nach einem herkömmlichen Scan-Vorgang aber wird in fast allen Fällen nicht zu gebrauchen sein; meist wird es sehr blaustichig ausfallen. Einige Hersteller bieten in ihrer Scan-Software spezielle Kodachrome-Farbprofile zur Auswahl, die dies verhindern sollen. Für wirklich farbechte Scans ist allerdings eine IT8-Kalibrierung notwendig.
Da Kodachrome-Dias besonders feinkörnig sind, warten sie mit einem sehr hohen Auflösungsvermögen und einem sehr großen Dichteumfang auf. Möchte man bei der Digitalisierung hier keine Verluste in Kauf nehmen, ist also ein hochauflösender Scanner (min. 3000 dpi) mit großem Dichteumfang nötig.
Techniken verschiedener Scanner, die unerwünschte Defekte wie Staub, Kratzer, Fingerabdrücke und ähnliches automatisch mittels eines zusätzlichen Infrarotkanals erkennen und korrigieren, können auf Kodachrome wegen der darin verwendeten Silberhalogenide nicht oder nur sehr bedingt angewendet werden. Der 2004 erschienene Filmscanner Nikon Coolscan 9000 ED ist der bislang einzige auf dem Markt erhältliche Scanner, der ohne weitere Software mit ICE4 Professional eine zuverlässige Staub- und Kratzerentfernung bei Kodachrome-Filmen ermöglicht. Mit dem Nikon Coolscan 9000 ED ist jedoch keine Stapelverarbeitung von Dias möglich, d. h. mehrere Dias in einem Schwung digitalisieren zu lassen. Dies macht die Digitalisierung mit diesem Scanner sehr zeitaufwändig. Unabhängige Software-Entwickler arbeiten an eigenen Tools zur Staub- und Kratzerentfernung. SilverFast und VueScan bieten eigene infrarotbasierte Verfahren zur Staub- und Kratzer-Entfernung, die mit vielen Scannern zu qualitativ hochwertigen Ergebnissen führen. Die herkömmliche Staub- und Kratzerkorrektur kann auf Grund des Filmmaterials/-chemie nicht durchgeführt werden, da diese keinen funktionierenden Infrarotscan ermöglicht. Das Filmmaterial ist von der Zusammensetzung mit der des SW-Filmes vergleichbar.

## Zeitleiste Kodachrome Filme
| Film                                                                             | Film          | Datum     |
| -------------------------------------------------------------------------------- | ------------- | --------- |
| Kodachrome Film                                                                  | 16 mm         | 1935–1962 |
| Kodachrome Film                                                                  | 8 mm          | 1936–1962 |
| Kodachrome Film                                                                  | 35 mm und 828 | 1936–1962 |
| K-11 Prozess                                                                     |               |           |
| Kodachrome Film                                                                  | 35 mm und 828 | 1955–1962 |
| K-12 Prozess                                                                     |               |           |
| Kodachrome II Film                                                               | 16 mm         | 1961–1974 |
| Kodachrome II Film                                                               | 8 mm          | 1961–1974 |
| Kodachrome II Film                                                               | 35 mm und 828 | 1961–1974 |
| Kodachrome-X Film                                                                | 35 mm         | 1962–1974 |
| Kodachrome-X Film                                                                | 126er-Format  | 1963–1974 |
| Kodachrome-X Film                                                                | 110er-Format  | 1972–1974 |
| K-14 Prozess                                                                     |               |           |
| Kodachrome 25 Film (scharf, feinkörnig)                                          | 35 mm         | 1974–2001 |
| Kodachrome 25 Film (scharf, feinkörnig)                                          | 16 mm         | 1974–2002 |
| Kodachrome 25 Film (scharf, feinkörnig)                                          | 8 mm          | 1974–1992 |
| Kodachrome 40 Film (für Super-8-Kameras)                                         | 35 mm         | 1978–1997 |
| Kodachrome 40 Film (für Super-8-Kameras)                                         | 16 mm         | 1974–2006 |
| Kodachrome 64 (war der letzte produzierte Kodachrome-Film)                       | 35 mm         | 1974–2009 |
| Kodachrome 64 (war der letzte produzierte Kodachrome-Film)                       | 126er-Format  | 1974–1993 |
| Kodachrome 64 (war der letzte produzierte Kodachrome-Film)                       | 110er-Format  | 1974–1987 |
| Kodachrome 200 (natürliche Farbdarstellung, für bewegte Bilder z. B. beim Sport) | 35 mm         | 1988–2007 |

## Kodachrome-Song und -Spielfilme
1973 komponierte Paul Simon das Lied Kodachrome. Unter anderem spielte er es gemeinsam mit Art Garfunkel 1981 beim legendären Benefizkonzert im Central Park, das zur Wiedervereinigung von Simon & Garfunkel führte. In den 1990ern wurde das Lied auch als Werbe-Song von Kodak verwendet.
2017 entstand der Spielfilm Kodachrome mit Ed Harris und Jason Sudeikis in der Hauptrolle. Die Handlung erzählt die letzte Reise des Fotografen und krebskranken Vaters mit seinem Sohn zu Dwayne’s Photo in Kansas, wo er seine letzten verbliebenen Diafilme entwickeln lassen will, bevor der Laden als letzter Fotoentwickler am nächsten Tag schließt. Auf der Reise dorthin kommt sich das zerstrittene Duo näher.
Schon 2011 und 2012 gab es Spielfilme mit dem Titel „Kodachrome“.